# Elachista ozeini
Elachista ozeini is een vlinder uit de familie grasmineermotten (Elachistidae). De wetenschappelijke naam is voor het eerst geldig gepubliceerd in 2004 door Parenti.
De soort komt voor in Europa.